# Шелестяни
Шелестя́ни — село в Україні, у Новоушицькій селищній територіальній громаді Кам'янець-Подільського району Хмельницької області. До адміністративної реформи 19 липня 2020 року село належало до Новоушицького району. Населення становить 326 осіб (зі 159 дворів).

## Загальні відомості
На північному заході Шелестяни межують з селом Косиківці, на заході з Борсуками.

## Історія
Назва села походить від засновника-першопоселенця козака Шелеста. У зв'язку з цим існують певні версії щодо українських переселенців Шелестів, сліди яких губляться ще в Закарпатській області. Цікаво що починаючи з цього «Шелестово» кожні 320 км у напрямку на схід трапляються села, які носять або носили в минулому ідентичні назви: Шелестяни, Соколівка на Черкащині, де раніше майже усі жителі мали прізвище Шелест, Шелестове на Харківщині, Шелестівка Луганської області та село Шелестове Вологодської області Російської Федерації.
Крлишній орган місцевого самоврядування — Косиковецька сільська рада.

### Часи Голодомору на селі
За даними офіційних джерел (тогочасних ЗАГСів, які хоч і не завжди реєстрували правдиву кількість померлих, саме від голоду, бо було заборонено вказувати, що людина померла голодною смертю) в селі в 1932—1933 роках загинуло близько 13 жителів села. На сьогодні встановлено імена лише 7 осіб. Мартиролог укладений на підставі поіменних списків жертв Голодомору 1932—1933 років, складених Федірківською сільською радою згідно даних місцевого РАГСу (хоча й звіритися з конкретними документальними свідченнями стає майже неможливо, оскільки не всі вони дійшли до наших днів, в силу різних обставин Поіменні списки зберігаються в Державному архіві Хмельницької області.
Кількість померлих і їх особисті дані не є остаточними, оскільки не всі дані збереглися і не все заносилося до книг обліку тому є ймовірність, того, що мартиролог Голодомору в селі буде розширений Наразі, згідно попередніх списків уже можна дійти висновків: що серед померлих селян більшість були селянами-односібниками, які не працювали в артілі чи колгоспі, і це є підтвердженням навмисних дій тодішньої влади — на знищення українського незалежного селянства.

## Галерея

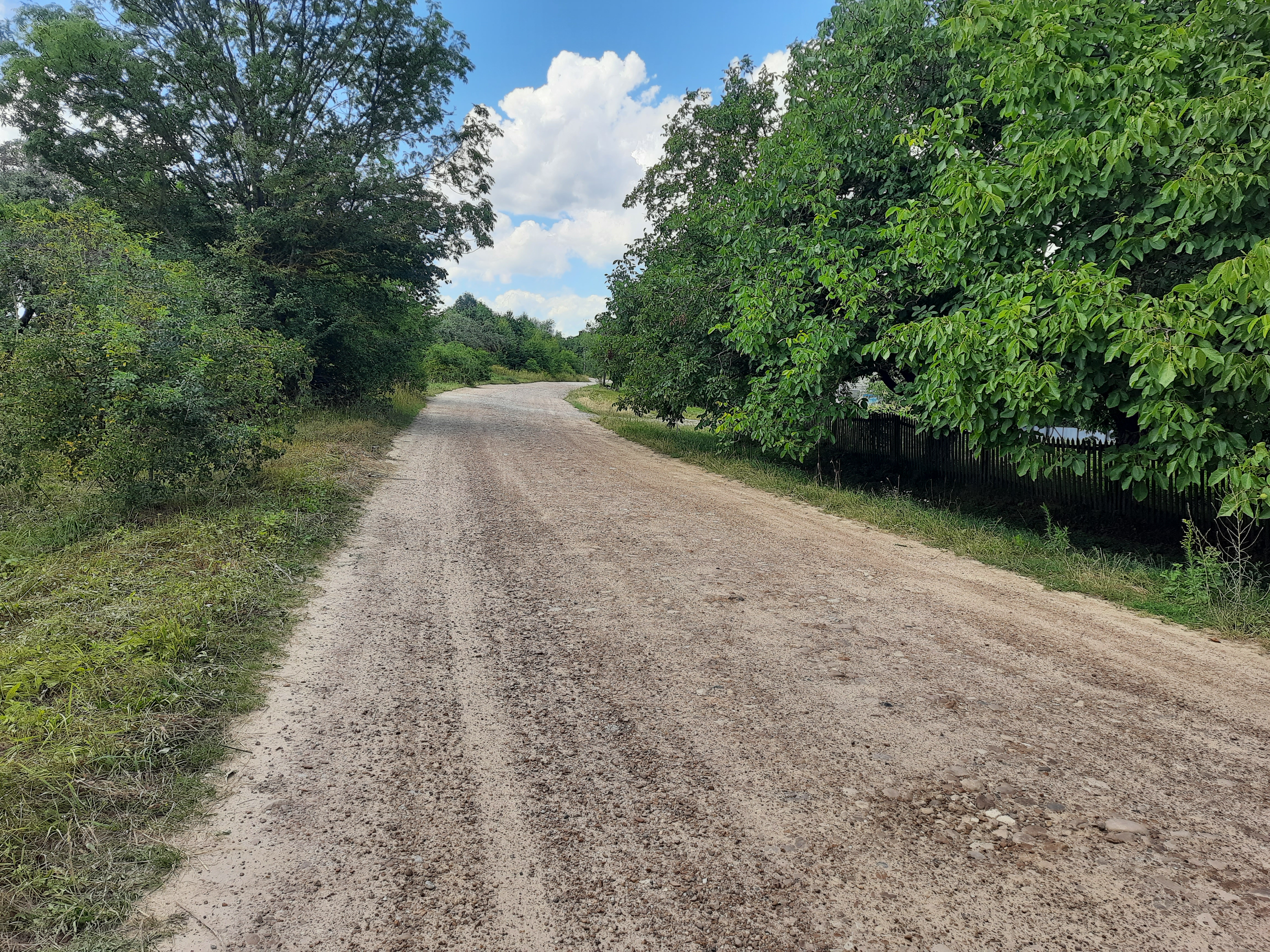
Сільська вулиця
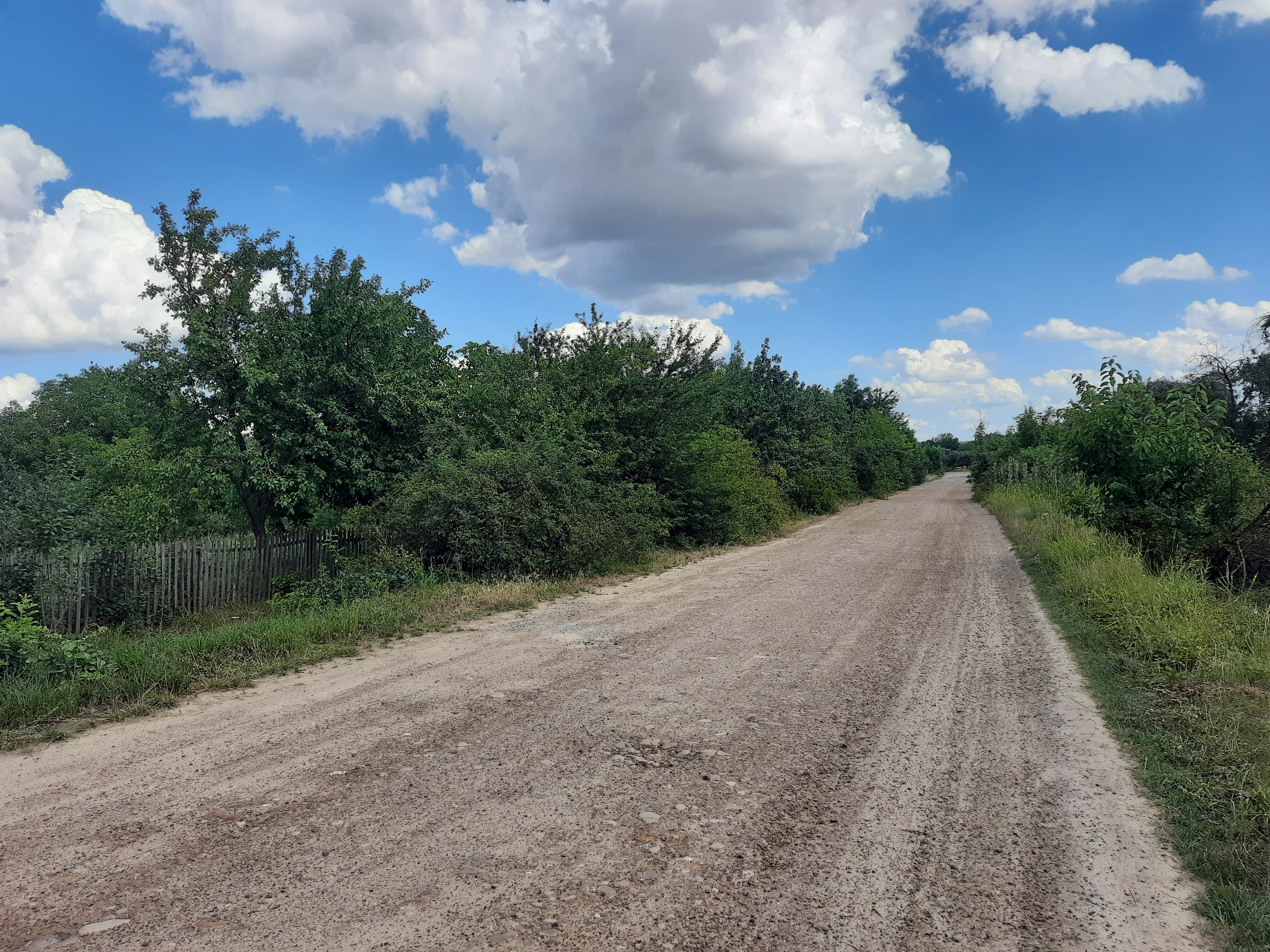
Сільська вулиця
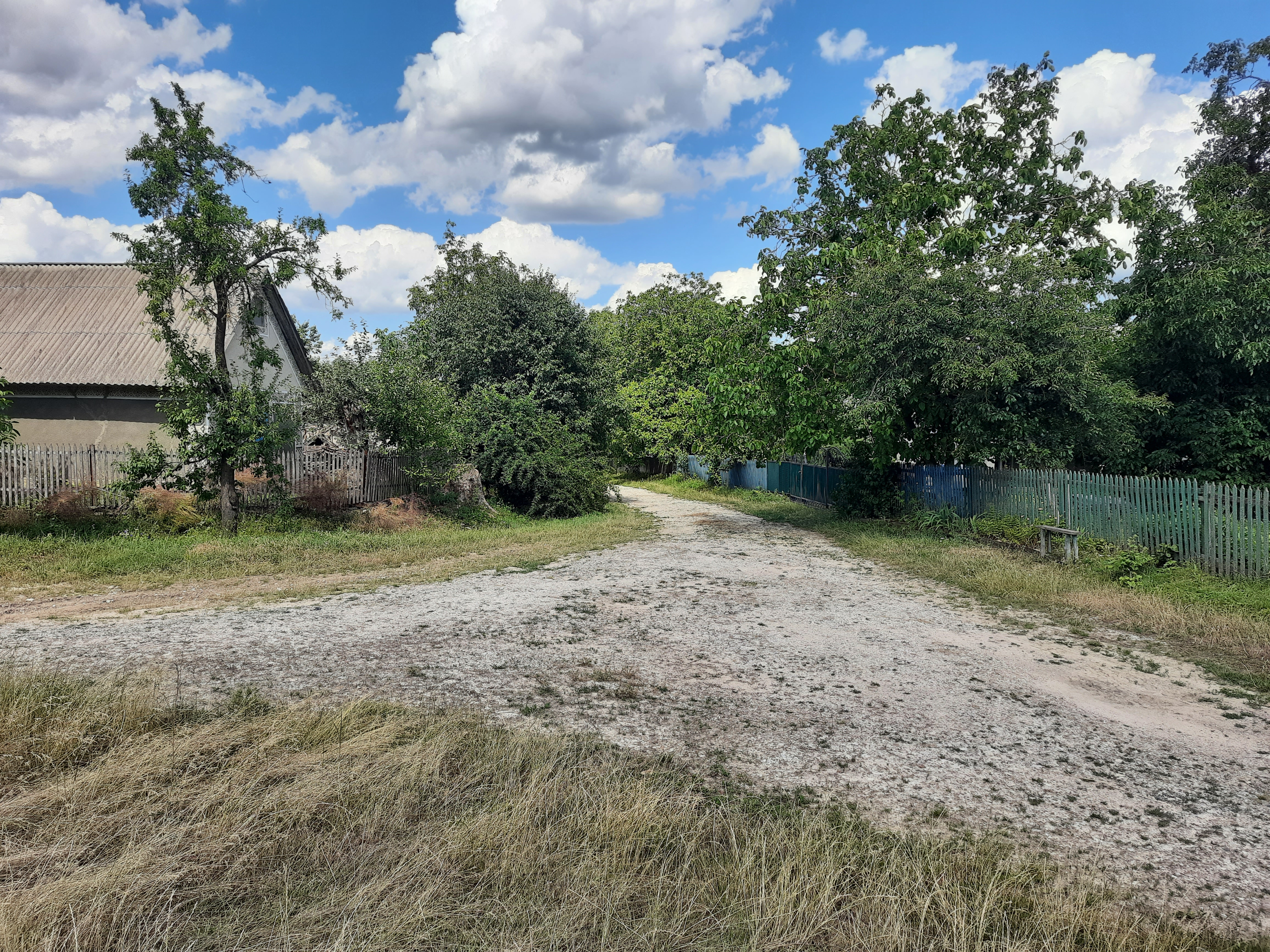
Сільський пейзаж